# Список святых УПЦ КП
Список святых УПЦ КП — содержит святых канонизированых Украинской православной церковью Киевского Патриархата в период с 1996 по 2013 год.
| #  | Святой                            | лик святого                      | дата канонизации в МП                                                        | дата канонизации в КП                                                                         |
| 1  | Петр Могила                       | святитель                        | 6 декабря 1996 местночтимый святой РПЦ, 8 декабря 2005 общечтимий святой РПЦ | 12 декабря 1996                                                                               |
| 2  | Павел Конюшкевич                  |                                  | 2008 год                                                                     | Май-июнь 1999 Архиерейский собор                                                              |
| 3  | Арсений Мациевич митр. Ростовский |                                  | 3-16 августа 2000 года (Юбилейный Архиерейский Собор)                        | 15 июля 2004 г.                                                                               |
| 4  | Феодосий Манявский                |                                  | Местночтимий 8 марта 1994                                                    | 15 июля 2004 г.                                                                               |
| 5  | Иов Манявский                     |                                  | Местночтимий 8 марта 1994                                                    | 15 июля 2004 г.                                                                               |
| 6  | Калнышевский Петр                 |                                  | 13 ноября 2015                                                               | 11 июля 2008 г.                                                                               |
| 7  | Ярослав Мудрый                    |                                  | 8 декабря 2005                                                               | 11 июля 2008 г.                                                                               |
| 8  | Константин Острожский             |                                  | не канонизированы                                                            | 11 июля 2008 г.                                                                               |
| 9  | Иов Борецкий                      |                                  | не канонизированы                                                            | 11 июля 2008 г.                                                                               |
| 10 | Меркурий Бригинський              |                                  | не канонизированы                                                            | 21 октября 2011 года местное почитание 20 октября 2012 года общее почитание (священный синод) |
| 11 | Оскольд                           | благоверный князь                | не канонизированы                                                            | 27 июня 2013 г (Поместный Собор)                                                              |
| 12 | Владимир Василькович              | благоверный князь                | не канонизированы                                                            | 27 июня 2013 г (Поместный Собор)                                                              |
| 13 | Даниил Братковский                | мученик, страстотерпец Волынский | не канонизированы                                                            | 27 июня 2013 г (Поместный Собор)                                                              |